# Kościół Matki Bożej Różańcowej w Szczecinie
Kościół Matki Bożej Różańcowej – położony jest w najstarszej części szczecińskiego osiedla Gumieńce przy ul. Lwowskiej. Kościół powstał w końcu XV w. jako budowla salowa, bez wieży i bez wydzielonego architektonicznie prezbiterium. Pod koniec XVI w. kościół otrzymał kolebkowe sklepienie z lunetami. W 1800 r. do kościoła została dobudowana szachulcowa wieża, wzmocniono również mury świątyni dobudowując przypory oraz przemurowano otwory okienne.
Generalny remont kościoła rozpoczęto w 1979 r. W trakcie szeroko zakrojonych prac odnowiono wnętrze, dobudowano zakrystię, kruchtę przy wieży oraz salki katechetyczne.
Obecnie w bryle kościoła możemy dostrzec elementy gotyckie (korpus nawowy), renesansowe (sklepienie) i neoklasycystyczne (wieża). Kościół otaczają liczne dobudówki.
Z wyposażenia zachował się barokowy ołtarz główny z XVIII w. oraz neogotycka chrzcielnica oraz dwa dzwony z 1708 i 1513 roku.
Przed kościołem, na cokole będącym niegdyś pomnikiem poległych w czasie I wojny światowej, umieszczono figurę Chrystusa.

## Galeria

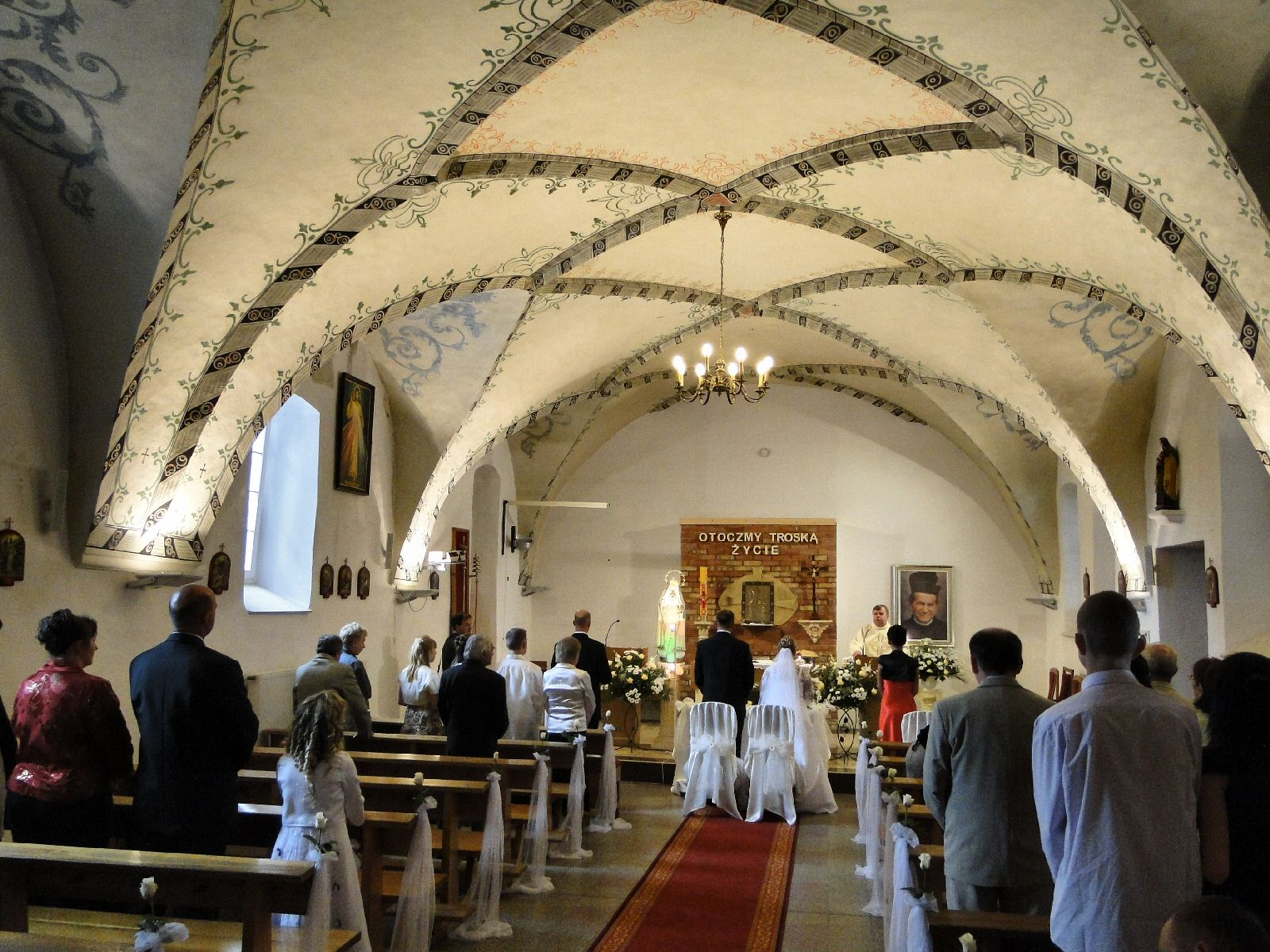
Wnętrze świątyni
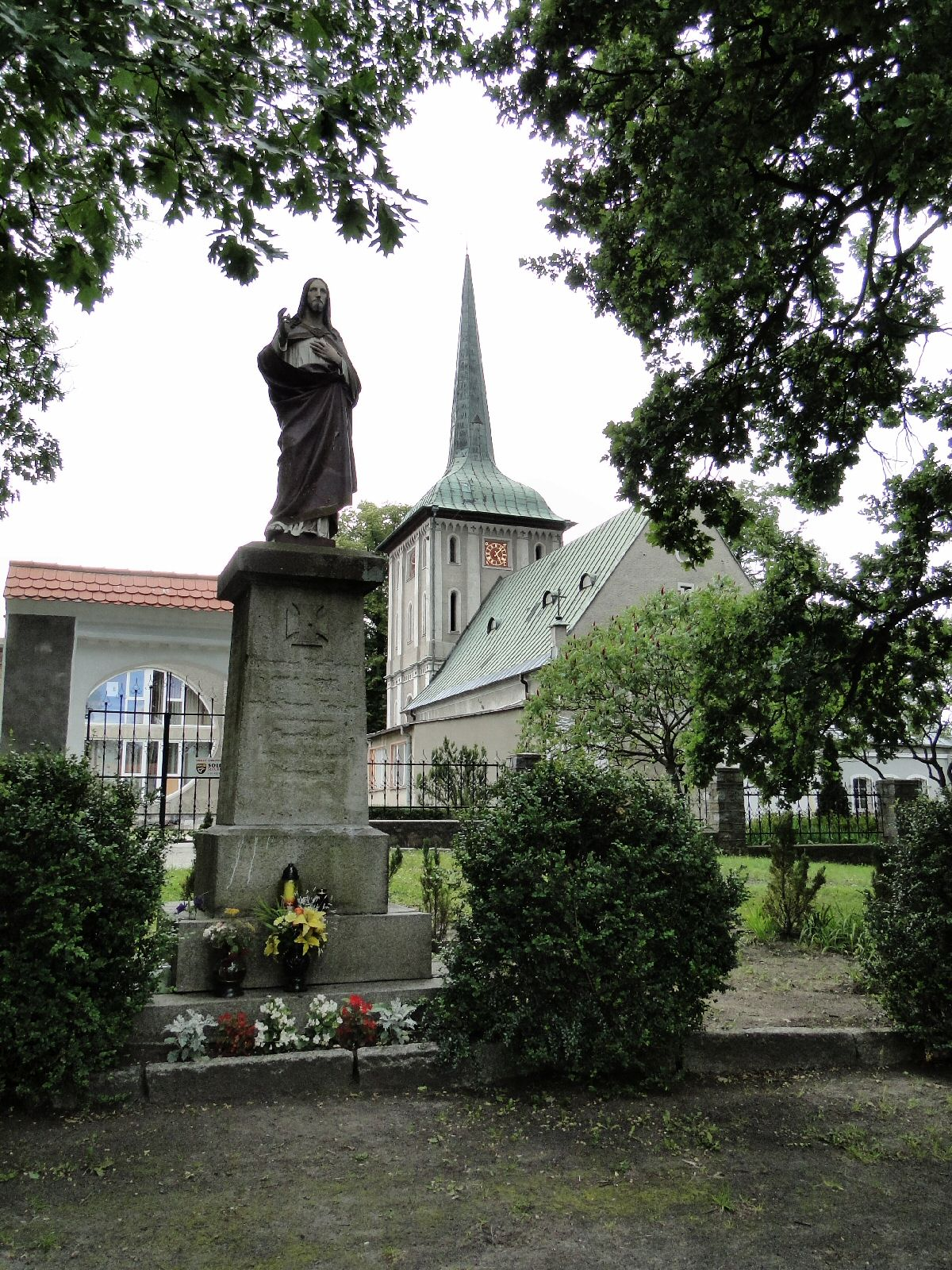
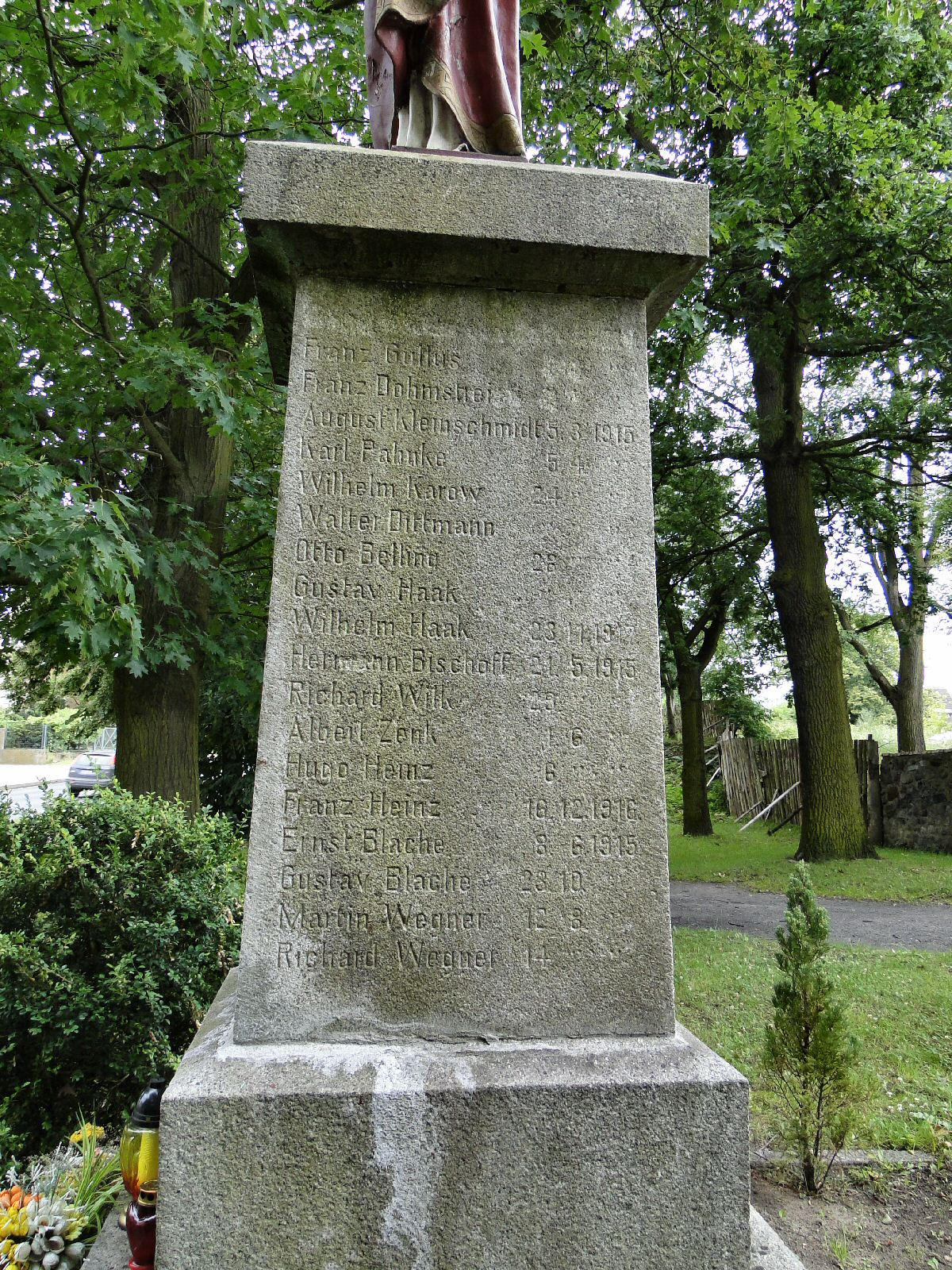
Lista nazwisk poległych w czasie I wojny światowej
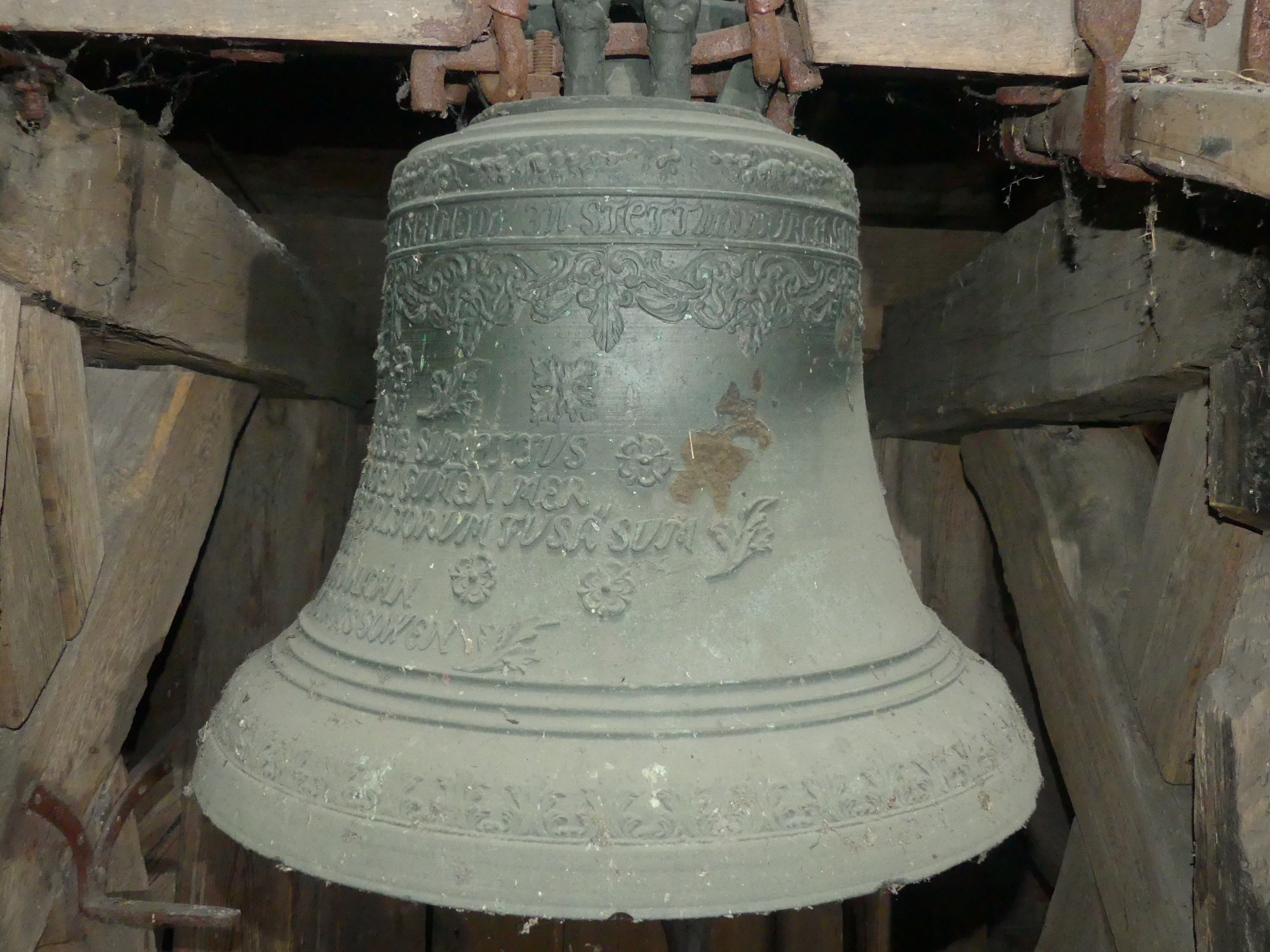
Mały dzwon z 1708 roku
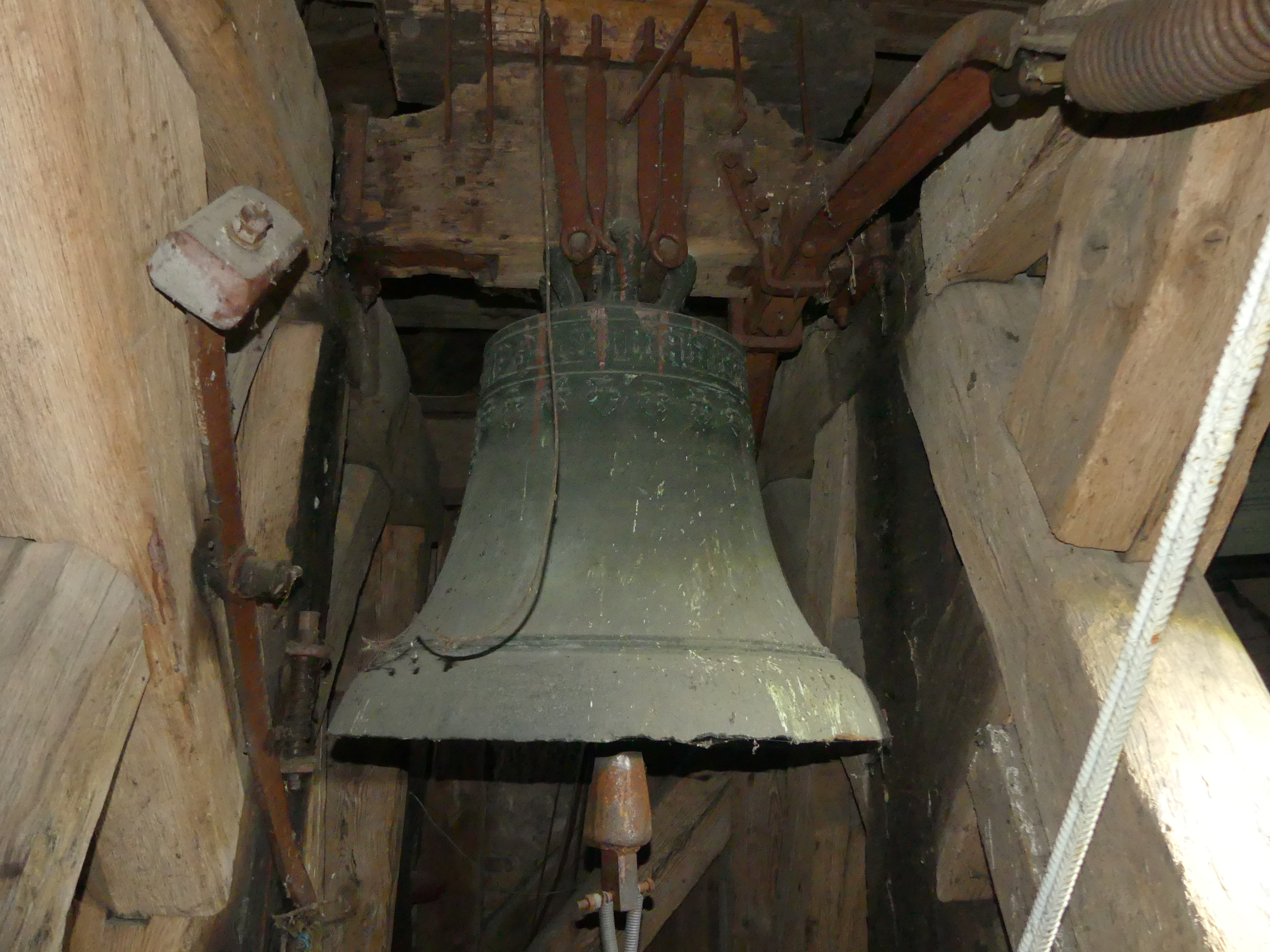
Duży dzwon z 1513 roku
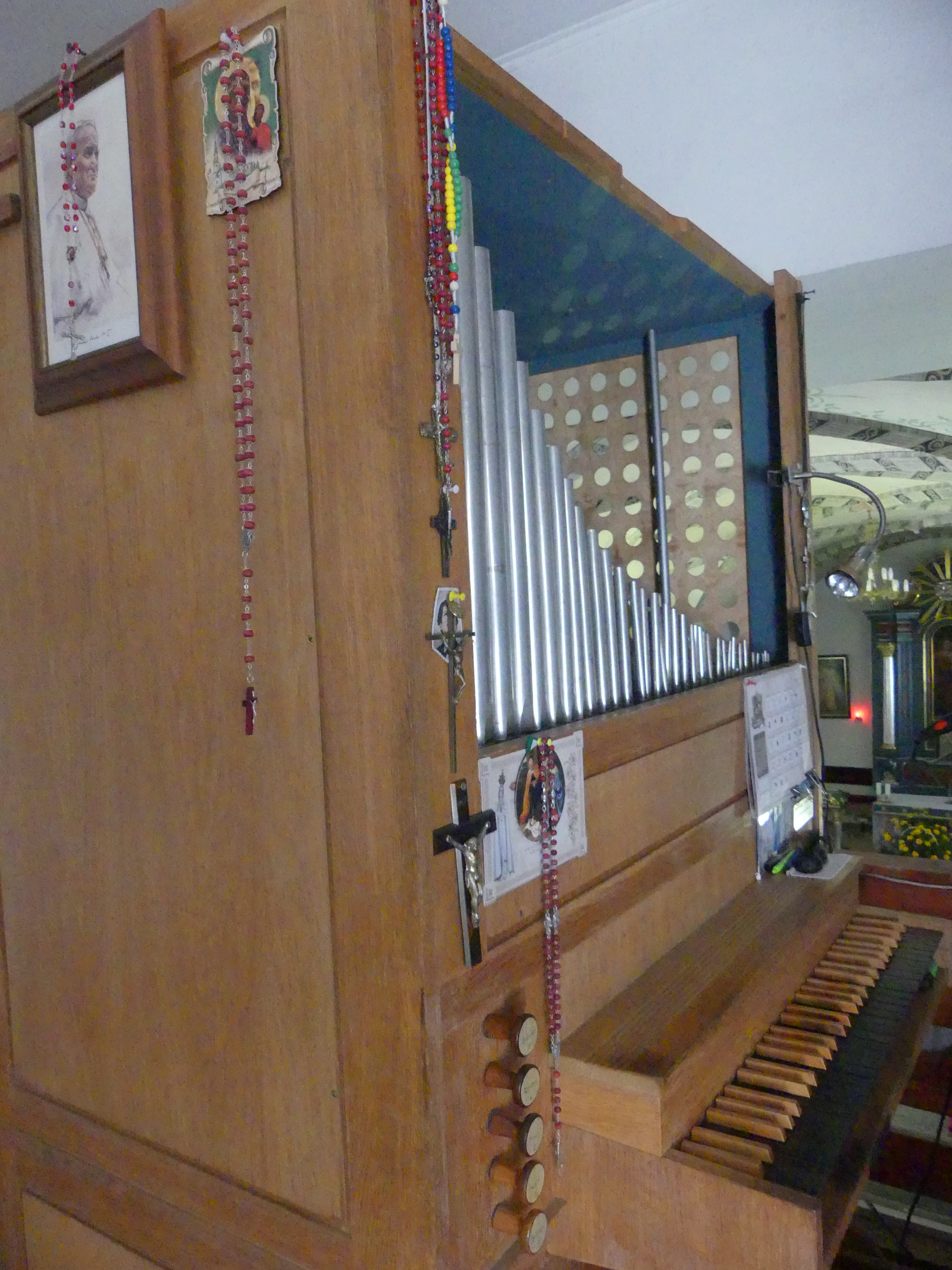
Organy
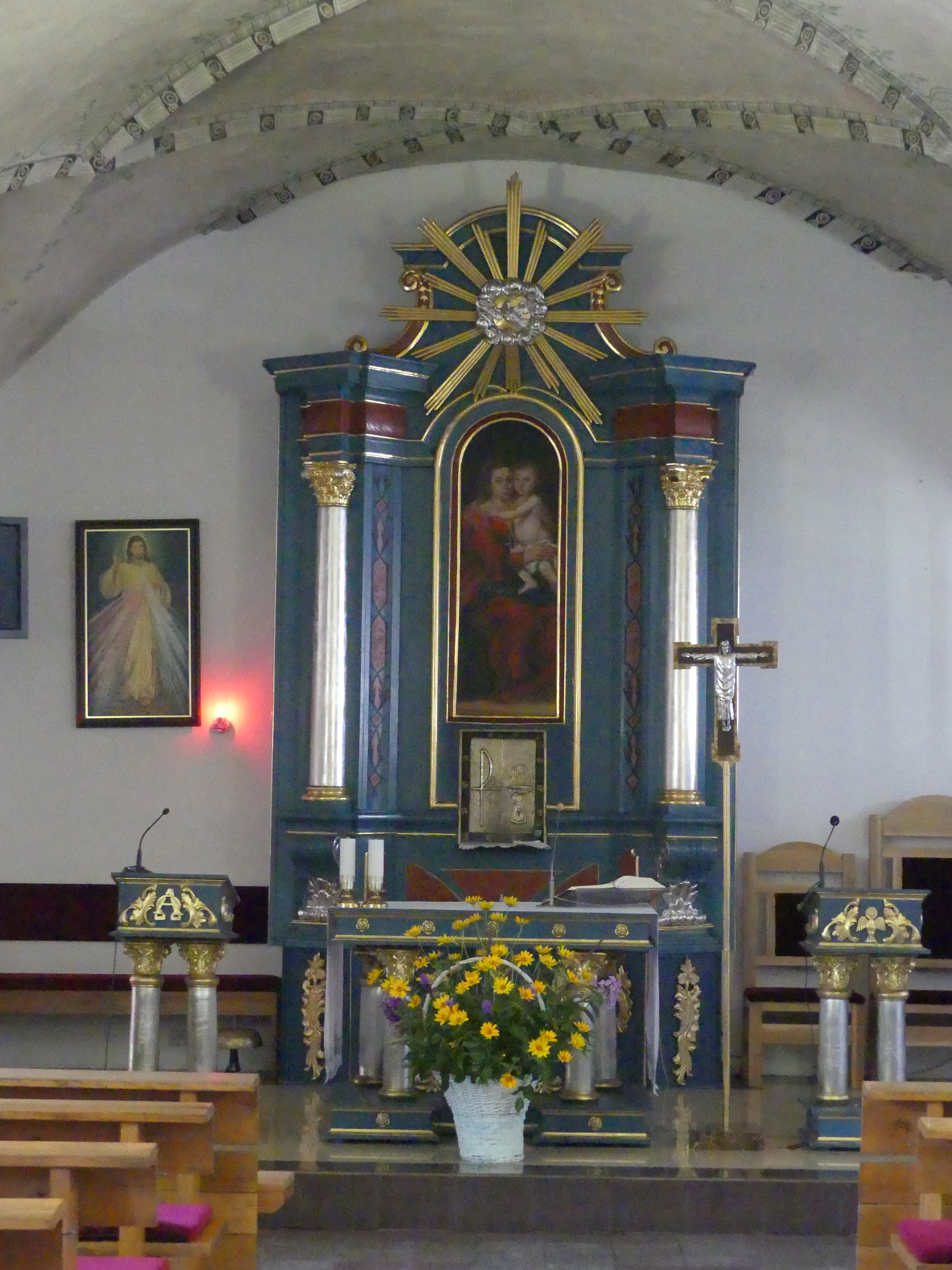
Barokowy Ołtarz